# Arthur van Schendel (Greshoff)
Arthur van Schendel van Jan Greshoff is een essay gewijd aan de schrijver Arthur van Schendel (1874-1946) dat verscheen in 1934.

## Geschiedenis

### Ontstaan en receptie
Arthur van Schendel werd geschreven rond 1934; het slotwoord is gedateerd juni 1934 te Schaarbeek. Greshoff en zijn vrouw waren goed bevriend met het echtpaar Van Schendel. Hij gold in zijn tijd als een belangrijk en productief criticus. Hij heeft meermaals over zijn auteursvriend gepubliceerd, en gezien zijn bewondering voor deze schrijver, altijd in lovende zin. Het essay werd opgedragen aan Kennie, de dochter van Van Schendel.
Het essay werd bijvoorbeeld positief besproken door Max Kijzer in De Nieuwe Gids. Wel vond Kijzer persoonlijk sommige andere werken van Van Schendel beter dan die genoemd door Greshoff.

### Inhoud
Het essay bevat verscheidene hoofdstukken. Het eerste is getiteld 'Arthur van Schendel en de jeugd' waarin Greshoff schrijft over zijn eerste literaire kennismaking met Van Schendel. Vervolgens komen enkele werken van hem aan bod. Het besluit met een slotwoord waarin Greshoff oproept tot een biografie/omvattend werk over Van Schendel en verwijst naar de zijns inziens goede kritieken van Albert Verwey.

### Uitgave
Het essay werd uitgegeven door J.M. Meulenhoff te Amsterdam in 1934. De uitgave werd gezet uit de letter Garamond. De uitgave werd ingenaaid en voorzien van een los bedrukt omslag uitgegeven.

#### Luxe uitgave
Van deze uitgave werden 25 luxe, met de hand genummerde exemplaren gedrukt op Oud-Hollandsch papier. Deze werden ingenaaid; auteursnaam en titel werden op de rug gestempeld. Het eerste exemplaar werd in rood chagrijn gebonden voor de auteur en voorzien van diens monogram op het voorplat.